# Салтыкова-Головкина, Вера Ивановна
Светлейшая княгиня Ве́ра Ива́новна Салтыко́ва-Голо́вкина (в девичестве Лужина; 1 (13) ноября 1832 — 22 августа (3 сентября) 1885) —  фрейлина русского императорского двора (с 5 декабря 1849), благотворительница,  председательница Дамского попечительного о тюрьмах комитета, член Комитета Общества Красного Креста и других благотворительных обществ.

## Биография
Дочь генерала Ивана Дмитриевича Лужина (1802—1868) от его брака с Екатериной Илларионовной Васильчиковой (1807—1842). Родилась в Петербурге, крещена 18 ноября 1832 года в церкви Благовещения Пресвятой Богородицы при Лейб-гвардии Конном полку при восприемстве деда И. В. Васильчикова. Имя свое получила в честь бабушки, рано умершей В. П. Васильчиковой.
Будучи фрейлиной Александры Фёдоровны, вышла замуж за светлейшего князя Алексея Александровича Салтыкова (1825—1874), в 1862 году ему было высочайше позволено носить двойную фамилию Салтыкова-Головкина. Жила с мужем в Харькове,  Белгороде и Курске. Свою благотворительную деятельность начала в Обществе поощрения трудолюбия (подробнее см. ст. Дом трудолюбия) и в Московском дамском попечительстве о бедных, по Мясницкому отделению, и продолжала её в Дамском попечительном о тюрьмах комитете. 

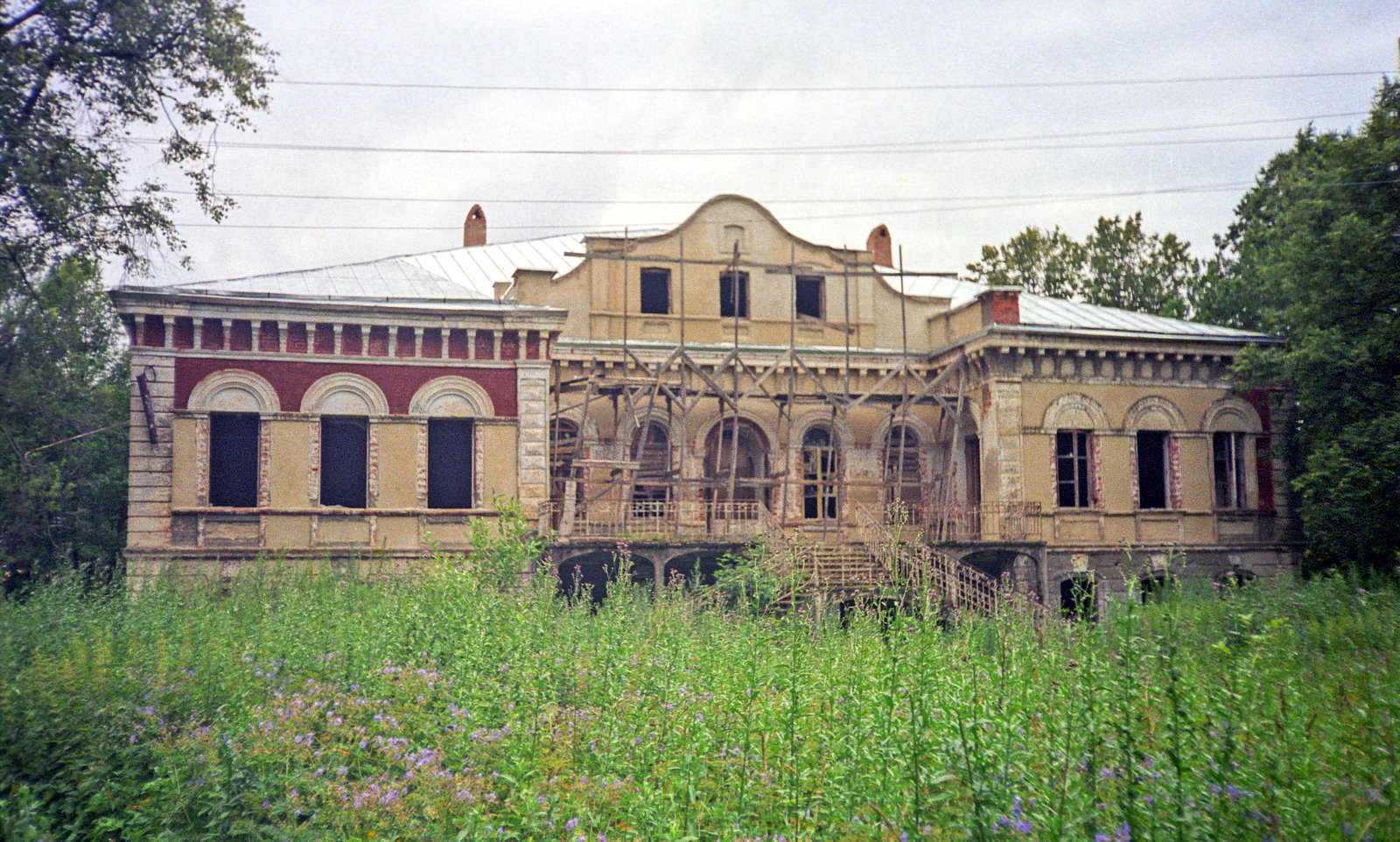
Усадьба Красное, где княгиня провела последние дни

Забота о возвращении малолетних преступников на путь добра навела её на мысль основать Общество для оказания пособия несовершеннолетним преступникам. Цель Общества — трудоустройство и поддержка несовершеннолетних после выхода их из мест заключения. По утверждении устава, княгиня В. И. Салтыкова-Головкина была выбрана председательницей нового общества, но до начала деятельности общества не дожила. 
Вера Ивановна Салтыкова-Головкина скончалась от паралича в августе 1885 года в селе «Красная Пахра» Подольского уезда Московской губернии, где была основательницей и попечительницей местной сельской школы. Светлейшая княгиня была похоронена в Донском монастыре.
Дочь — светлейшая княжна Екатерина Алексеевна Салтыкова-Головкина (26.04.1858—24.06.1914), фрейлина двора (с 21.10.1876), замужем не была и не имела детей. Попечительница Марьинской школы Московского благотворительного общества. Будучи владелицей усадьбы в селе Красная Пахра, много сил отдавала ее благоустройству, строила дороги, была попечительницей земских школ в Пахре и Софьино, активно участвовала в жизни церкви и прихода. Являлась дарителем Румянцевского музея, передавала в его собрание живопись и документальные материалы. В Москве сохранились отдельные постройки ее усадьбы на Пречистенке, дом 5.